# Bund (Xangai)
Bund (chinês tradicional: 外灘, chinês simplificado: 外滩; xangainês: nga3thae1; mandarim pinyin: Wàitān) é uma área do Distrito de Huangpu, no centro de Xangai, República Popular da China. A área é o núcleo de uma seção da Rodovia Zhongshan dentro do antigo Assentamento Internacional de Xangai, que corre ao longo da margem ocidental do rio Huangpu, de frente para Pudong, na parte oriental do Distrito de Huangpu. O Bund geralmente se refere aos edifícios e ao cais nesta seção da estrada, bem como algumas áreas adjacentes. É um dos destinos turísticos mais famosos em Xangai. A altura das construções é restrita nessa área.

## Etimologia
A palavra "bund" significa cais aterrado. A palavra vem da palavra em hindustâni banda, que tem origens persas e significava aterro, dique ou barragem (um cognato de termos ingleses "bind", "bond" e "band", e da palavra alemã "bund", etc). Em cidades portuárias chinesas, o termo inglês passou a significar, especialmente, cais aterrado ao longo da costa.